# Toreador
Toreador è il titolo popolare per l'aria Votre toast, je peux vous le rendre ("Il vostro brindisi, lo posso ricambiare"), dall'opera Carmen, composta da Georges Bizet su libretto di Henri Meilhac e Ludovic Halévy. È cantata dal torero (francese: toréador) Escamillo mentre entra nell'atto 2 e descrive varie situazioni dell'arena, il tifo della folla e la fama che deriva dalla vittoria. Il ritornello, "Toréador, en garde", costituisce la parte centrale del preludio al primo atto di Carmen.

## Musica
Il distico basso-baritono ha un registro vocale dal si bemolle2 al fa4 e una tessitura da do3 al mi bemolle4. Il suo tempo in chiave è il tempo comune (4/4), la sua chiave è fa minore con il ritornello in fa maggiore. L'indicazione del tempo è allegro molto moderato = 108.
L'orchestra introduce la prima sezione melodica, sbarazzina e appariscente. Come l'Habanera di Carmen, è costruita su una scala cromatica decrescente mentre Escamillo descrive le sue esperienze nell'arena della corrida. Nel coro che elogia il toreador, la musica diventa celebrativa e decisa nel carattere.
Frasquita, Mercédès, Carmen, Moralès, Zuniga e il coro si uniscono per la ripetizione del ritornello.

## Libretto

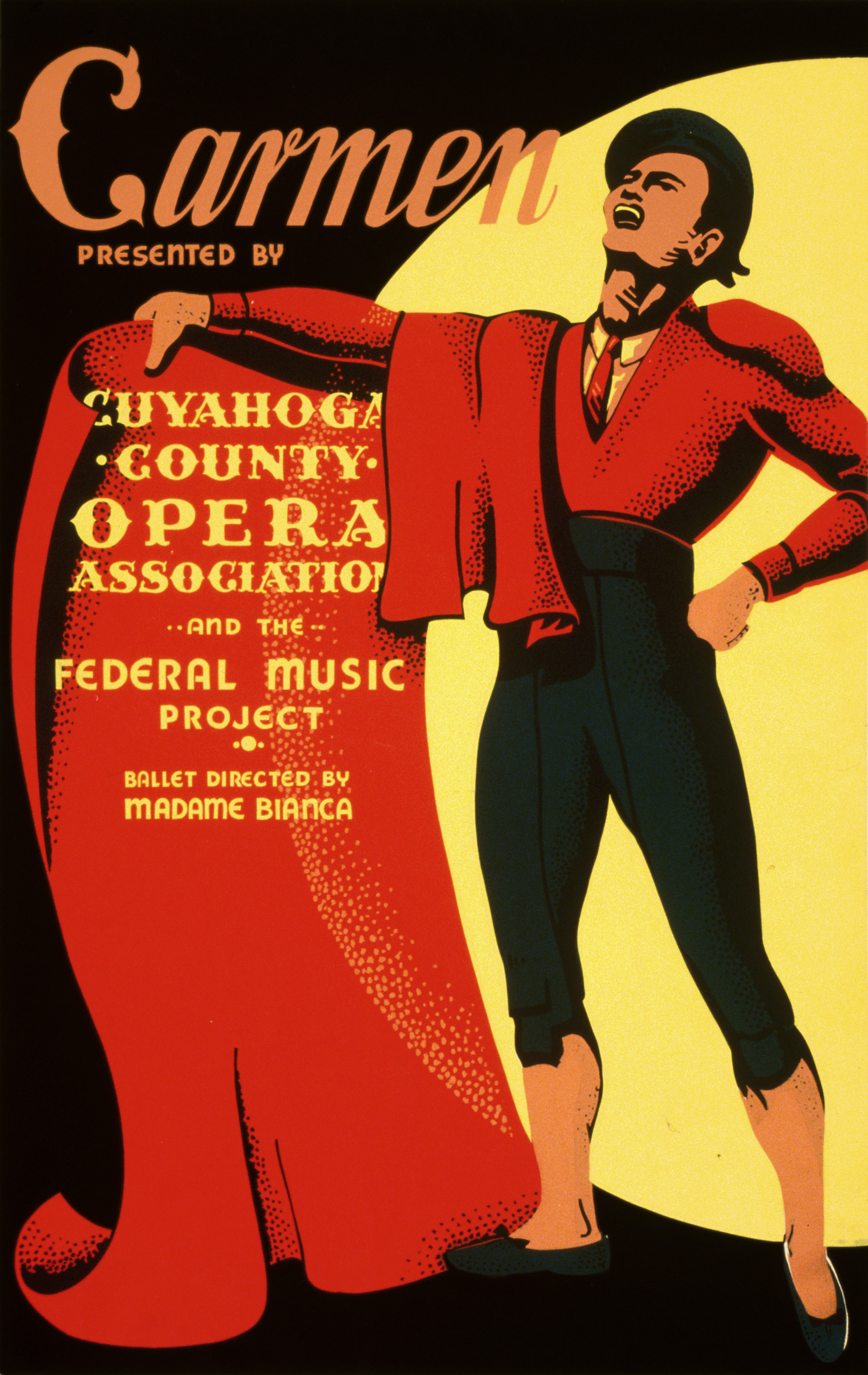
Un matador su un poster di Carmen, 1939

Votre toast, je peux vous le rendre,

Señors, señors car avec les soldats

oui, les toréros, peuvent s'entendre;

Pour plaisirs, pour plaisirs,

ils ont les combats!

Le cirque est plein, c'est jour de fête!

Le cirque est plein du haut en bas;

Les spectateurs, perdant la tête,

Les spectateurs s'interpellent

À grand fracas!

Apostrophes, cris et tapage

Poussés jusques à la fureur!

Car c'est la fête du courage!

C'est la fête des gens de cœur!

Allons! en garde!

Allons! allons! Ah!

(Refrain ×2)

Toréador, en garde! Toréador!

Toréador!

Et songe bien, oui,

songe en combattant

Qu'un œil noir te regarde,

Et que l'amour t'attend,

Toréador, l'amour, l'amour t'attend!

Tout d'un coup, on fait silence,

On fait silence... ah! que se passe-t-il?

Plus de cris, c'est l'instant!

Plus de cris, c'est l'instant!

Le taureau s'élance

en bondissant hors du toril!

Il s'élance! Il entre, il frappe!...

un cheval roule,

entraînant un picador,

"Ah! Bravo! Toro!" hurle la foule,

le taureau va... il vient...

il vient et frappe encore!

En secouant ses banderilles,

plein de fureur, il court!

Le cirque est plein de sang!

On se sauve... on franchit les grilles!

C'est ton tour maintenant!

Allons! en garde! allons! allons! Ah!

(Refrain ×2)

Toréador, en garde! Toréador!

Toréador!

Et songe bien, oui, songe en combattant

Qu'un œil noir te regarde,

Et que l'amour t'attend,

Toréador, l'amour, l'amour t'attend!

L'amour! L'amour! L'amour!

Toréador, Toréador, Toreador!
Il vostro brindisi, lo posso ricambiare,

signori, perché i toreri, sì,

possono andar d’accordo con i soldati,

hanno i combattimenti come piacere!

L’arena è piena, è giorno di festa,

l’arena è piena dall’alto in basso.

Gli spettatori perdono la testa.

Gli spettatori si chiamano

con gran strepito!

Richiami, grida e confusione

crescono alla follia!

Poiché è la festa delle persone che hanno coraggio!

Di quelli che hanno fegato!

Andiamo! In guardia!

Andiamo!, Andiamo! Ah!

(Coro ×2)

Toreador, in guardia! Toreador!

Toreador!

E tieni a mente, sì, tieni a mente,

mentre combatti,

che un occhio nero ti guarda

e che ti aspetta l’amore!

Toreador, l’amore ti aspetta!

Tutto d’un tratto, cala il silenzio,

cala il silenzio, ah! Che succede?

Basta gridare, è l’ora!

Basta gridare, è l’ora!

Il toro si slancia

balzando fuori dal suo recinto!

Si butta in avanti! Entra, colpisce!

Un cavallo corre,

portando un picador!

“Ah! Bravo, toro!”, urla la folla;

il toro va e ritorna,

viene e colpisce ancora!

Corre, scuotendo le sue banderillas

pieno di furore!

L’arena è piena di sangue!

È un fuggi fuggi, si superano le inferriate.

Tocca a te, ora!

Avanti! In guardia! avanti! avanti! Ah!

(Coro ×2)

Toreador, in guardia! Toreador!

Toreador!

E tieni a mente, sì, mentre combatti,

che un occhio nero ti guarda

e che ti aspetta l’amore!

Toreador, l’amore l'amore ti aspetta!

L'Amor! L'Amor! L'Amor!

Toreador, Toreador, Toreador!